# Büyükbostancı, Altıeylül
Büyükbostancı là một xã thuộc huyện Altıeylül, tỉnh Balıkesir, Thổ Nhĩ Kỳ. Dân số thời điểm năm 2010 là 861 người.